# Неприкасаемые
Неприкаса́емые (санскр., хинди ачхут, अछूत IAST: achut) — общее наименование ряда каст, занимающих самое низкое место в кастовой иерархии Индии. Неприкасаемые составляют 16—17 % населения Индии (более 200 миллионов человек по данным на 2018 год). Подобные сообщества также встречаются в остальной части Южной Азии, в Непале, Пакистане, Бангладеш и Шри-Ланке, и являются частью глобальной индийской диаспоры.
Неприкасаемые не входят в систему четырёх варн. Они считаются способными осквернять членов более высоких каст, особенно брахманов. Неприкасаемые разделяются по традиционным видам деятельности их представителей, а также по местности их проживания. Наиболее распространённые категории неприкасаемых — чамары (кожевники), дхоби (прачки).

## История
По одной из версий, группа каст неприкасаемых возникла в глубокой древности из местных племён, не включённых в общество завоевавших Индию ариев. Неприкасаемым предписывались такие «грязные» занятия, как уборка мусора, дворов и улиц, ассенизаторские работы, работа с кожей или глиной, добыча известняка, обработка строительного камня, убой скота, свиноводство, плетение циновок и верёвок и т. д. Члены таких каст жили в отдельных кварталах или посёлках на окраине поселений «чистых» каст, не имели своей земли и большей частью являлись зависимыми работниками в чужих хозяйствах.
Неприкасаемые формально считались индуистами, но им запрещалось входить в индуистские храмы, участвовать в индуистских ритуалах, в связи с чем у них были свои боги, свои жрецы и ритуалы. Некоторые неприкасаемые исповедовали гаудия-вайшнавизм. Также они могли быть адептами тантрических и шиваитских традиций.
В XX веке началась борьба неприкасаемых за равноправие. Борьбу с неприкасаемостью активно вёл Ганди. Он стал называть их хариджанами («людьми Бога»). Борьбу за права неприкасаемых в 1930—40-е годы возглавил Бхимрао Рамджи Амбедкар. Он назвал неприкасаемых далитами (угнетёнными).
Ему удалось добиться закрепления ещё в законах колониальной Индии, а затем и в конституции независимой Индии 1950 года системы, по которой за членами каст, занесённых в особый список («списочные касты»), закреплялись квоты вакансий на государственной службе, места в законодательных органах и в высших учебных заведениях. Практика неприкасаемости по конституции запрещена, и дискриминация по кастовому принципу считается уголовным преступлением.
Однако, несмотря на уголовный запрет практики неприкасаемости, далиты часто становятся жертвами притеснений, насилия и жестокости. По сведениям неправительственной организации «Движение за обучение правам человека», расположенной в Мадрасе, в среднем каждый час двое далитов подвергаются нападениям, каждый день три далитские женщины становятся жертвами насилия, два далита оказываются убиты и два далитских дома сожжены. Например, в июне 2008 года толпа вооружённых погромщиков напала в городе Миапур (штат Бихар) на людей из низших каст и застрелила 35 человек, восемь из которых были далитами. Самые незначительные притязания далитов на права (далит зарегистрирован кандидатом в местный совет, юноша-далит ухаживает за девушкой из высшей касты, далит пользуется водой из колодца, принадлежащего высшей касте) могут спровоцировать насилие.
Миллионы далитов перешли в ислам, христианство или буддизм, чтобы вырваться из кастового индуистского общества. Тем не менее следы кастовой иерархии сохраняются и в христианских, и в мусульманских общинах (см. христианские касты, мусульманские касты).
Далиты ведут борьбу за равноправие. Они входят в чайные и бьют «отдельную посуду» (кастовая система принуждает далитов пить из «своих» чашек). Они проникают в храмы, нарушая древний индуистский запрет на вход далитов в священные места. По индуистской традиции жених приезжает на свадьбу на лошади, но когда далиты пытаются поступать так же, то их подвергают жестоким преследованиям. В июне 2008 года в штате Раджастхан жених-далит впервые проехал на лошади под охраной 400 полицейских, машин «скорой помощи» и медицинских бригад.
В конце 1990-х — начале 2000-х годов по всей Индии появились далитские политические партии. Выборы 1998 года показали, что консолидация далитов с другими меньшинствами привела к созданию влиятельного избирательного блока во многих городах Индии. Наиболее ярким примером эмансипации далитов является К. Р. Нараянан, президент Индии в 1997—2002 гг. Кроме того, на должность премьера штата Уттар-Прадеш трижды избиралась Маявати — не просто далит, но представительница подкасты «кожевников», исторически одной из наиболее презираемых даже внутри далитов. В 2008 году первый далит стал судьёй Верховного суда Индии.
Хотя кастовая дискриминация была запрещена, а неприкасаемость запрещена Конституцией Индии, такая практика всё ещё широко распространена. Для предотвращения притеснений, нападений, дискриминации и подобных действий против этих групп в 1995 году правительство Индии приняло Закон о предупреждении злодеяний. Политические объединения низших каст — Республиканская партия (с кон. 1950-х гг.), организация «Пантеры далитов» (с нач. 1970-х гг.), Партия большинства народа (1980-е гг.) постоянно поднимали вопрос о замене наименования «хариджаны» на «далиты» и преодолении продолжающейся дискриминации бывших неприкасаемых.

## Аналогичные группы в других странах
В Японии к «неприкасаемым» («эта» — «осквернённые, грязные», хинин — «нелюди» или «буракумин» — «жители специальных поселений») относились в первую очередь люди, занимавшиеся разделкой туш животных и соприкасавшиеся с кровью. Ранее они проживали в специальных обособленных поселениях («токусю-бураку»), куда не могли входить другие люди.
В Йемене к «неприкасаемым» («аль-ахдам») относятся и по сей день потомки эфиопов, захвативших Йемен в VI веке н. э. Ныне этим людям, отличающимся от остальных жителей Йемена лишь более тёмным цветом кожи, не разрешается иметь каменный дом (из-за чего им приходится жить в шатрах и палатках), так что они и по сей день ведут кочевой образ жизни либо живут на окраинах больших городов. Кроме того, из профессий им не позволяется заниматься чем-либо более достойным, нежели убирать и вывозить мусор.